# Самойлов, Александр Сергеевич
Алекса́ндр Серге́евич Само́йлов (род. 3 марта 1979 года, Воронеж, РСФСР, СССР) — российский учёный, специалист в области радиационной гигиены и радиационной защиты, профессор РАН (2018), член-корреспондент РАН (2019), доктор медицинских наук, профессор.

## Биография
Родился 3 марта 1979 в городе Воронеж.
В 2002 году с отличием окончил Военно-медицинскую академию им. С. М. Кирова (г. Санкт-Петербург) по специальности «лечебное дело». Окончил интернатуру (2003 г.) и адъюнктуру (2008 г.) при кафедре военно-полевой хирургии Военно-медицинской академии им. С. М. Кирова.
Является высококвалифицированным специалистом-организатором в области радиационной медицины, радиационной безопасности и радиационной защиты.
Профессор, доктор медицинский наук, член-корреспондент РАН.

### Образование
Первое образование — Воронежское медицинское училище.
Альма-матер — Военно-медицинская академия им. С. М. Кирова (г. Санкт-Петербург).
2002 г. — окончание с отличием Академии по специальности «Лечебное дело», здесь же прохождение интернатуры. При кафедре военно-полевой хирургии Академии окончание адъюнктуры.
2008 г. — защита кандидатской диссертации по специальностям «Хирургия» и «Безопасность в чрезвычайных ситуациях», присуждена учёная степень «кандидат медицинских наук».
2015 г. — присвоено учёное звание «доцент».
2016 г. — защита докторской диссертации, построенной на собственном научно-практическом опыте оптимизации системы медико-биологического обеспечения спортсменов сборных команд России зимних видов спорта, присуждена учёная степень «доктор медицинских наук».
2018 г. — присвоено звание «профессор РАН».
2019 г. — присвоено учёное звание «профессор».
С 15.11.2019 г. — член-корреспондент РАН Отделения медицинских наук.
Имеет степень MBA по специальности «Менеджмент в здравоохранении» РАНХиГС.

### Трудовая деятельность
С 1996 г. по 2010 г. служил в рядах вооружённых сил Российской Федерации.
С 2010 г. по 2012 г. работал в должности заместителя начальника, а затем начальника медико-биологического отдела ФГУП НЦП «Фармзащита» ФМБА России (г. Москва).
С 2012 г. по 2015 г. возглавлял ФГБУ «Федеральный научно-клинический центр спортивной медицины и реабилитации» ФМБА России (г. Москва).
С февраля 2015 г. по 05.2025 г. — генеральный директор Федерального государственного бюджетного учреждения «Государственный научный центр Российской Федерации — Федеральный медицинский биофизический центр имени А. И. Бурназяна».

## Научная деятельность
Автор более 350 статей, 79 книг Автор 40 Патентов: изобретения 36 и 4 ПМ (полезные модели) Индекс Хирша 32.
Участие в редколлегиях научных изданий:
- Главный редактор журнала «Радиационная биология. Радиоэкология»
- Главный редактор журнала «Медицинская радиология и радиационная безопасность»
- Главный редактор журнала «Клинический вестник ФМБЦ им. А. И. Бурназяна»
- Член редакционного совета журнала «Медицина экстремальных ситуаций»
- Член редакционной коллегии журнала «Клиническая практика»

Основатель собственной научной школы, под его руководством защищено 4 докторских и 13 кандидатских диссертаций. Заведующий кафедрой восстановительной медицины, лечебной физкультуры и спортивной медицины, курортологии и физиотерапии в Академии постдипломного образования ФГБУ ФНКЦ ФМБА России.
В период с 2016 г. по 2021 г. являлся депутатом Совета депутатов муниципального округа Щукино г. Москвы. С 2018 г. является членом Общественного совета Росатом
- Главный внештатный специалист ФМБА России по радиационной гигиене и радиационной безопасности
- Председатель Проблемной комиссии № 8 Научно-технического совета ФМБА России «Медико-санитарные проблемы обеспечения безопасности работ, выполняемых в условиях воздействия радиационных и других факторов физической природы» и диссертационного совета по специальности «Радиобиология»
- Руководитель приоритетного технологического направления и руководитель секции научно-технического совета Военно-промышленной комиссии Российской Федерации по развитию средств экстремальной медицины
- Председатель диссертационного совета Д 462.001.04 на базе ФГБУ «Государственный научный центр Российской федерации — Федеральный медицинский биофизический центр имени А. И. Бурназяна» по специальности 03.01.01 — радиобиология по медицинским и биологическим наукам
- Председатель диссертационного совета Д 68.1.003.03 на базе ФГБУ «Государственный научный центр Российской федерации — Федеральный медицинский биофизический центр имени А. И. Бурназяна» по специальности 3.1.33. Восстановительная медицина, спортивная медицина, лечебная физкультура, курортология и физиотерапия, медико-социальная реабилитация
- Член рабочей группы по развитию спортивной медицины Совета при Президенте Российской Федерации по развитию физической культуры и спорта
- Эксперт РАН

## Награды и научные труды
- Орден Александра Невского
- Орден за заслуги перед отечеством IV степени
- Орден Пирогова
- Орден Почёта
- Медаль ордена «За заслуги перед Отечеством» II степени
- Почётная грамота Президента Российской Федерации
- Премия Правительства РФ в области науки и техники
- Знак отличия Госкорпорации «Росатом» «За вклад в развитие атомной отрасли» I степени
- Знак отличия Госкорпорации «Росатом» «Ветеран атомной энергетики и промышленности»
- Лауреат премии им. В. М. Клечковского по радиационной безопасности окружающей среды, присуждаемой Российской академией наук
- Награждён Почётным знаком лауреата премии Правительства Российской Федерации.

### Основные научные труды
- Психофизиологическая оценка адаптации лиц, перенёсших острую лучевую болезнь, местные лучевые поражения участников ликвидации последствий радиационной аварии. Руководство/ М.: ФГБУ ГНЦ ФМБЦ им. А. И. Бурназяна ФМБА России. 2024. 270 с.
- Физическая и реабилитационная медицина в системе первичной помощи. Практикум для врача. 2025. 500 с.
- Боевой и служебный стресс: причины возникновения и способы преодоления. М.: ФГБУ ГНЦ ФМБЦ им. А. И. Бурназяна ФМБА России, 2023. 408 с.
- Evaluation of Changes in Some Functional Properties of Human Mesenchymal Stromal Cells Induced by Low Doses of Ionizing Radiation. Int. J. Mol. Sci. 2023, 24, 6346.
- 5-G стандарт сотовой связи. Суммарная радиобиологическая оценка опасности планетарного электромагнитного облучения. М.: ФГБУ ГНЦ ФМБЦ им. А. И. Бурназяна ФМБА России, 2021. 200 с.
- Роль радиобиологии и радиационной медицины в обеспечении защиты от воздействия ионизирующих излучений (отечественный опыт) // Вестник РАН. 2021. № 6.
- Основы радиоэкологического и гигиенического мониторинга окружающей среды / Под ред. Л. А. Ильина, А. С. Самойлова. М.: ГЭОТАР-Медиа, 2021. 400 с.
- Ядерная медицина: справочник для персонала отделений, лабораторий и центров ядерной медицины / Под общей ред. В. И. Скворцовой. Изд. 2-е, испр. и доп. М.: ФГБУ ГНЦ ФМБЦ им. А. И. Бурназяна ФМБА России, 2020. 386 с.
- Radiosensitization by gold nanoparticles: impact of the size, dose rate, and photon energy // Nanomaterials. 2020. V. 10. N 5. P. 952.
- Дисперсность, морфология и элементный состав аэрозольных частиц на производстве смешанного нитридного уран-плутониевого топлива // Медицинская радиология и радиационная безопасность. 2020. Т. 65. № 3. С. 59- 65.
- Радиационное воздействие в орбитальных и межпланетных космических полётах: мониторинг и защита // Экология человека. 2019. № 1. С. 4-9.
- Состояние репродуктивного здоровья мужчин персонала Курской АЭС // Медицинская радиология и радиационная безопасность. 2019. Т. 64. № 1. С. 21- 25.
- Медицинские аспекты противодействия радиологическому и ядерному терроризму / Под редакцией Л. А. Ильина. М.: ФГБУ ГНЦ ФМБЦ им. А. И. Бурназяна ФМБА России, 2018. 392 с.
- Руководство по радиационно-гигиеническому мониторингу окружающей среды / Под ред. Л. А. Ильина, А. С. Самойлова. М., 2018. 464 с.
- Трансплантация аутологичных клеток стромально-васкулярной фракции жировой ткани при тяжёлых местных лучевых поражениях кожи, вызванных действием рентгеновского излучения // Медицинская радиология и радиационная безопасность. 2017. Т. 62. № 1. С. 5-11.
- Оценка клинических проявлений у работников атомной промышленности, пострадавших в радиационных инцидентах на территории СССР с 1949 по 1991 гг. и Российской Федерации с 1992 по 2016 г. // Медицина труда и промышленная экология. 2017. № 4. С. 1-5.
- Видные отечественные учёные в области радиобиологии, радиационной медицины и безопасности атлас / Под ред. А. С. Самойлова, В. Ю. Соловьёва. М.: ФГБУ ГНЦ ФМБЦ им. А. И. Бурназяна, 2017. 140 с.
- Local radiolesion in x-ray inspection specialists // Radiation Protection Dosimetry. 2016. V. 171. N 1. P. 117—120; Residual γh2ax foci induced by low dose x-ray radiation in bone marrow mesenchymal stem cells do not cause accelerated senescence in the progeny of irradiated cells // Aging. 2017. V. 9. N 11. P. 2397—2410.
- Методические рекомендации по тренировке и развитию навыков вхождения спортсмена в состояние потока в рамках психологической подготовки к выступлению на соревнованиях. М.: ФГБУ ФЦИТЭП ФМБА России, 2017. 48 с.
- Применение физиотерапии и лечебной физкультуры у пациентов с болезнью Паркинсона. М.: ФГБУ ГНЦ ФМБЦ им. А. И. Бурназяна ФМБА России, 2017. 32 с.

### Публикации в журналах
- Расторгуева А. А., Астрелина Т. А., Брунчуков В. А., Кобзева И. В., Сучкова Ю. Б., Никитина В. А., Лищук С. В., Дубова Е. А., Павлов К. А., Маливанова Т. Ф., Усупжанова Д. Ю., Михадаркина О. Г., Кобзев А. Д., Булыгина В. И., Самойлов А. С. Оценка эффективности применения децеллюляризованной амниотической мембраны человека в комбинации с клеточной терапией при местных лучевых поражениях // Медицинская радиология и радиационная безопасность. 2024. Т. 69. № 3. С. 5-12
- Дешёвой Ю. Б., Лебедев В. Г., Насонова Т. А., Добрынина О. А., .Умников А.С., Астрелина Т. А., Самойлов А. С. Сравнение эффективности различных способов лечения тяжёлых местных лучевых поражений в эксперименте // Медицинская радиология и радиационная безопасность. 2024. Т. 69. № 6. С. 05-11.
- Evaluation of Changes in Some Functional Properties of Human Mesenchymal Stromal Cells Induced by Low Doses of Ionizing Radiation. International Journal of Molecular Sciences (Int. J. Mol. Sci.), Daria Yu. Usupzhanova, Tatiana A. Astrelina, Irina V. Kobzeva, Yulia B. Suchkova, Vitaliy A. Brunchukov, Anna A. Rastorgueva, Victoria A. Nikitina and Alexander S. Samoilov. 2023.
- Effect of radiation therapy on composition of lymphocyte populations in patients with primary breast cancer. Kobzeva I. , Astrelina T., Suchkova Y., Malivanova T., Usupzhanova D., Brunchukov V., Rastorgueva A., Nikitina V., Lubaeva E., Sukhova M., Kirilchev A., Butkova T., Izotov A., Malsagova K, Samoilov A. and Pustovoyt V. 2023
- Biodistribution of Mesenchymal Stromal Cells Labeled with [89 Zr] Zr-Oxine in Local Radiation Injuries in Laboratory Animals. Astrelina T.A., Brunchukov V.A., Kodina G.E.; Bubenshchikov V.B.; Larenkov A.A., Lunev A.S.; Petrosova K.A., Rastorgueva A.A., Kobzeva, I.V., Usupzhanova D.Y., Nikitina V.A., Malsagova K.A., Kulikova L.I., Samoilov A.S., Pustovoyt V.I. Molecules 2023.
- Pattern of chromosomal aberrations persisting over 30 years in a Chernobyl nuclear power plant accident survivor: study using mfish. Nikitina V., Nugis V., Astrelina T., Zheglo D., Kobzeva I., Kozlova M., Galstyan I., Lomonosova E., Karaseva T., Samoylov A.S., Zhanataev A. Journal of Radiation Research. 2022. Т. 63. № 2. С. 202—212.
- Modern wound dressings: hydrogel dressings. Brumberg V., Astrelina T., Malivanova T., Samoilov A. Biomedicines. 2021. Т. 9. № 9.
- Clinical and pathophysiologic aspects of ecmo-associated hemorrhagic complications. Popugaev K.A., Abudeev S.A., Zhuravel S.V., Shabanov A.K., Petrikov S.S., Bakharev S.A., Samoylov A.S., Kruglykov N.M., Kiselev K.V., Mueller T., Mayer S.A. PLoS ONE. 2020. Т. 15. № 10. С. e0240117.
- Radiosensitization by gold nanoparticles: impact of the size, dose rate, and photon energy. Morozov K.V., Kolyvanova M.A., Isagulieva A.K., Salpagarov M.H., Belousov A.V., Shtil A.A., Samoylov A.S., Morozov V.N., Kartseva M.E., Shishmakova E.M., Dement’eva O.V., Rudoy V.M. Nanomaterials. 2020. Т. 10. № 5. С. 952.
- Meldonium Long-Term Excretion Period And Pharmacokinetics In Blood And Urine Of Healthy Athlete Volunteers. Rabin O., Uiba V., Miroshnikova Y., Zabelin M., Samoylov A., Astrelina T., Razinkin S., Karkischenko V., Semyonov S. Drug Testing and Analysis. 2019. Т. 11. № 4. С. 554—566.
- Cerebrospinal fluid presepsin as a marker of nosocomial infections of the central nervous system: a prospective observational study. Abudeev S.A., Kruglyakov N.M., Belousova K.A., Lobanova I.N., Parinov O.V., Udalov Y.D., Zabelin M.A., Samoilov A.S., Popugaev K.A., Kiselev K.V., Cesnulis E., Killeen T. Frontiers in Neurology. 2018. Т. 9. № FEB. С. 58.
- Clonal chromosomal and genomic instability during human multipotent mesenchymal stromal cells long-term culture. Nikitina V., Astrelina T., Nugis V., Ostashkin A., Karaseva T., Dobrovolskaya E., Usupzhanova D., Suchkova Y., Lomonosova E., Brunchukov V., Lauk-Dubitskiy S., Brumberg V., Machova A., Kobzeva I., Bushmanov A., Samoilov A., Rodin S. PLoS ONE. 2018. Т. 13. № 2. С. e0192445.
- Sport- and sample-specific features of trace elements in adolescent female field hockey players and fencers. Nabatov A.A., Troegubova N.A., Rylova N.V., Gilmutdinov R.R., Sereda A.P., Samoilov A.S. Journal of Trace Elements in Medicine and Biology. 2017. Т. 43. С. 33-37.
- Accumulation of spontaneous γh2ax foci in long-term cultured mesenchymal stromal cells. Pustovalova M., Grekhova A., Astrelina Т., Nikitina V., Dobrovolskaya E., Suchkova Yu., Kobzeva I., Usupzhanova D., Vorobyeva N., Samoylov A., Bushmanov A., Ozerov I.V., Zhavoronkov A., Leonov S., Klokov D., Osipov A.N. Aging. 2016. Т. 8. № 12. С. 3498-3506.